# شترة (بني مطر)

تعديل مصدري - تعديل

شترة هي إحدى قرى عزلة الحدب بمديرية بني مطر التابعة لمحافظة صنعاء، بلغ تعداد سكانها 304 نسمة حسب تعداد اليمن لعام 2004.